# Харкимо, Харри
Ха́рри Ю́хани «Я́ллис» Ха́ркимо (фин. Harry Juhani «Hjallis» Harkimo; род. 2 ноября 1953, Хельсинки, Финляндия) — финский бизнесмен и политический деятель. Председатель партии Движение «Сейчас», депутат парламента Финляндии с 2015 года. Член городского совета Хельсинки с 2021 года.

## Политическая карьера
В 2015 году баллотировался в депутаты финского парламента, набрав 11 416 голосов избирателей, представляя в эдускунте интересы Коалиционной партии.
В 2016 году его кандидатуру озвучили в качестве потенциального председателя Коалиционной партии на предстоящих партийных выборах.
В 2017 вышел из Коалиционной партии, и стал одним из основателей Движения «Сейчас».
На выборах в апреле 2019 года переизбран в парламент от Движения «Сейчас».
На муниципальных выборах 2021 года Харри Харкимо и его сын Йоэл прошли в городской совет Хельсинки.

## Недвижимость и инвестиции
Является председателем правления финского столичного хоккейного клуба «Йокерит» (в апреле 2018 года заявил о решении избавиться от своей доли и покинуть правление команды до начала следующего сезона), а также через компанию Hjallis Promotion совладельцем стадиона Хартвалл Арена в Хельсинки, строительство которого было осуществлено им в 1994—1996 годах.
В 2001 году частично финансировал строительство спортивного стадиона Барклейкард Арена в Гамбурге (Германия).

## Личная жизнь
Харкимо был дважды женат. Первая жена в 1989—2002 годах — Леена Харкимо (Leena Harkimo; род. 1963), депутат парламента от Коалиционной партии. У пары двое общих детей. Вторая жена в 2004—2005 годах — Мерикукка Форсиус-Харкимо (Merikukka Forsius-Harkimo; род. 1972), депутат парламента от Зеленых. .
В 2023 году в День независимости (6 декабря) представил свою новую партнёршу — Ясмине Паяри  (Jasmine Pajari; род. 1988), которая является специалистом по связям с общественностью и организации мероприятий.